# Scatopsciara brevicornis
Scatopsciara brevicornis är en tvåvingeart som först beskrevs av Zetterstedt 1851.  Scatopsciara brevicornis ingår i släktet Scatopsciara och familjen sorgmyggor.
Artens utbredningsområde är Norge. Inga underarter finns listade i Catalogue of Life.